# Улица Аптеэги (Таллин)
Улица Апте́эги (эст. Apteegi tänav — «Аптечная») — короткая улица (протяжённость — 71 метр) в Таллине, столице Эстонии. Пролегает в историческом районе Старый город, между Ратушной площадью и улицей Вене. 

## История
Улица появилась в XIII веке в ходе расширения города. Упоминается впервые в 1363 году как «улица, ведущая к монахам» или ведущая от рыночной площади к Доминиканскому монастырю.
С 1364 года улицу называли также Рятсепате (эст. Rätsepate tänav — улица портных), поскольку на ней находились дома и мастерские членов портняжного цеха. После большой эпидемии чумы 1602−1603 годов число клиентов значительно сократилось, с улицы исчезли последние мастерские портныx, и в 1603 году она получила своё сегодняшнее имя. Аптечной улицей её стали называть из-за находящейся у её выхода на Ратушную площадь Ратушной аптеки, одной из старейших аптек в Европе и на сегодняшний день — одной из главныx достопримечательностей Старого города Таллина.

## Застройка
- Дом 2 — трёхэтажное здание, построено в 1917 году[3].
- Дом 3 — Домская школа[4][5].
- Дом 6 — Таллинский Дом Учителя (регистрационный адрес: ул. Аптеэги 6 / Ратушная пл. 14 / ул. Вене 5[6]). В доме находится т. н. Пряная комната (эст. Vürtsituba), в которой проводятся семинары, учебные занятия и пр.[7].

## Улица в кинематографе
- На улице снят эпизод фильма «Приключения жёлтого чемоданчика», в начале фильма по ней бежит влюбленная парочка.